# Д’Юмьер, Жак
Жак д'Юмьер (фр. Jacques d'Humières; 1520 — 1579), маркиз д'Анкр — французский государственный и военный деятель, один из основателей Католической лиги.

## Биография
Четвертый сын сеньора Жана II д'Юмьера, и Франсуазы Ле-Жон де Конте.
Сир д'Юмьер, сеньор де Бекенкур, Бузенкур, Монши, и прочее, шевалье, сеньор де Ронкероль, капитан пятидесяти тяжеловооруженных всадников (1567).
9 февраля 1550 разделил семейные владения с братьями; в договоре обозначен как камергер и гардеробмейстер дофина. В 1559 году назначен советником и штатным камергером короля.
15 декабря 1560, после смерти старшего брата Луи, назначен губернатором и магистром вод и лесов Руа и Мондидье. В 1568 году в его пользу губернаторство Перонны, Руа и Мондидье было выделено из состава губернаторства Пикардии.
14 мая 1576 был подписан мир, по условиям которого принц Конде должен был стать губернатором Пикардии, а в Перонне вводилась свобода вероисповедания для протестантов. Жак д'Юмьер, являвшийся генеральным наместником Пикардии, организовал сопротивление, и 13 февраля 1577 под его руководством местная знать сформировала Лигу против гугенотов, по примеру которой начали создаваться католические объединения в других провинциях.
Тяжба д'Юмьера с Монморанси-Торе сделала его врагом всего дома Монморанси, и приверженцем Гизов.
Пожалован в рыцари ордена Святого Духа при его учреждении 31 декабря 1578, и умер в начале 1579 года.

## Семья
Жена (10.12.1564): Рене д'Авертон (10.1545—10.03.1603), дама де Белен и Милли-ан-Гатине, придворная дама королевы Луизы Лотарингской, дочь Пайена д'Авертона, сеньора де Белен, и Анны де Майе де Латур-Ландри. Вторым браком вышла за Жана-Франсуа де Фодоа
Дети:
- Шарль (ок. 1566—1595), маркиз д'Анкр. Жена (1585): Мадлен д'Оньи, дочь Шарля д'Оньи, графа де Шона, и Анны Жювеналь дез Юрсен
- Анна (ум. после 1585). Муж (контракт 28.07.1585): Луи д'Оньи (ум. 1604)
- Жаклин (ум. после 1606). Муж (18.02.1595): Луи II де Креван (ум. 1648), сеньор де Бриньоль